# مشاع ۷ گزآباد
مشاع ۷ گزآباد یک منطقهٔ مسکونی در ایران است که در دهستان گرمسار واقع شده‌است. مشاع ۷ گزآباد ۴۸ نفر جمعیت دارد.